# Idris und Zenide

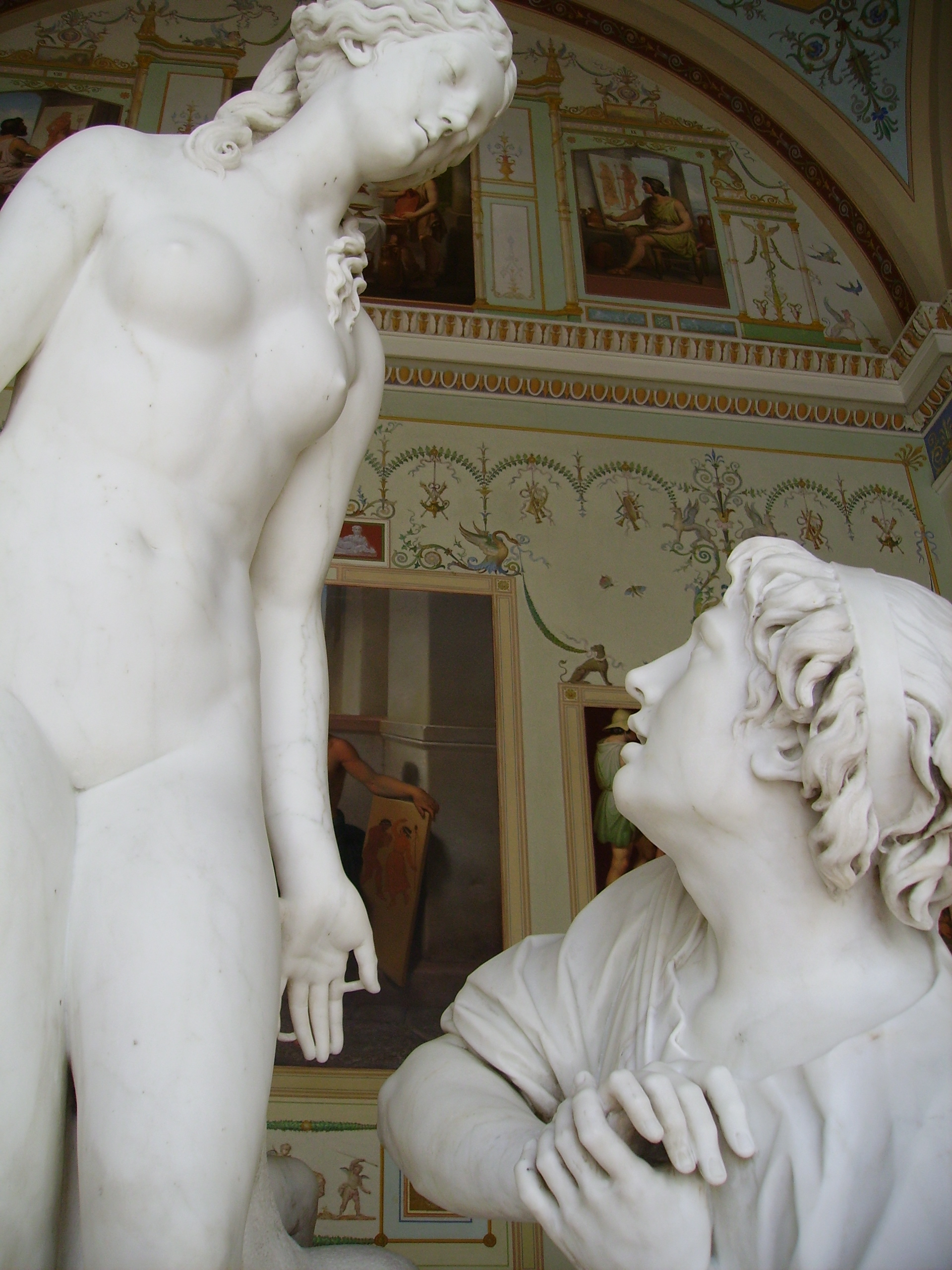
Skulptur von Falconet

Idris und Zenide. Ein romantisches Gedicht sind Titel und Untertitel eines zuerst 1768 anonym publizierten Versepos in fünf Gesängen von Christoph Martin Wieland. An den Liebesgeschichten dreier Paare thematisiert der Autor die Spannung zwischen sexuell-erotischer und seelisch-geistiger Liebe. Im Zentrum stehen die Aventüren des idealistischen Ritters Idrin, der Zenide, sein Frauen-Traumbild, aus ihrer Gefühlskälte erlösen und zur Liebe erwecken will.

## Inhalt
In fünf Kapiteln (Gesängen) werden die teils parallel, teil konträr zueinander verlaufenden und sich in den Motiven überlagernden Beziehungsgeschichten von sechs Personen erzählt: Idris und Zenide, Itiphall und Rahimu, Zerbin und Lila.

### Vorgeschichte
Die Vorgeschichten der Helden Idris und Itiphall und ihrer in der Haupthandlung nicht persönlich auftretenden Bezugsperson Zenide muss man sich aus verschiedenen Gesängen zusammenstellen: Der mächtige Zauberer Astramond, der in den Erzählungen mehrerer Personen eine Rolle spielt, ist in erotische Abenteuer mit Naturgeistern verstrickt. Einerseits wird er von Feen umworben, anderseits stellt er Nymphen nach und hat mit ihnen Affären. Z. B. zeugt er mit einer lieblichen Sylphide die Tochter Zenide (V, 62-69), die nach seinem Horoskop zur Königin im Feenland ausersehen ist. Eine auf die jüngere Sylphide eifersüchtige Fee rächt sich für ihre Zurücksetzung durch einen Fluch: Die schöne Zenide wird von vielen Männer begehrt und zieht sie magisch an, kann sie jedoch nicht lieben und verwandelt sie bei ihren Berührungen durch ihren Blick in Steinfiguren, die ihren Schlosspark schmücken, oder in Papageien, die in Käfigen eingesperrt an den Bäumen hängen (I, 96-98, 101, IV, 24).
Dem in seiner Schönheit an Amor erinnernden und von vielen Naturgeistern begehrten Ritter Idris erscheint ein Mädchen, Zenide, als Traumbild (I, 69-71). Aufgewachsen ist er in einer Einsiedelei, wo ihn eine Amme liebevoll versorgte und ein Druide erzog. Als schwärmerischer Platoniker glaubt er an das Ideal der geistig-seelische Liebe. Er wird Paladin eines Ordens, reist auf der Suche nach seiner Idealfrau mit seinem Pferd Raspinette durch eine Märchen- und Sagenwelt und besiegt mit seinem Wunderschwert böse Mächte und befreit ihre Opfer. Nach dreijähriger Wanderschaft findet er sein Traumbild Zenide und lebt einige Zeit in ihrem Palast (II,80, 88), entdeckt aber schmerzhaft, dass sie gefühlskalt ist und für ihn nur Freundschaft empfindet (I, 77). Als er von der Möglichkeit erfährt, ihre in einem Dom aufgestellte Statue mit seiner Wärme zu beleben (V, 16-18, 49), fühlt er sich auserwählt, ihr Retter zu werden (V, 71), und begibt sich auf die Suchreise.
Der Zauberer Astramond spielt auch in Zerbins und Lilas Geschichte (3. Gesang) eine Rolle: Er ist Lilas Mentor, sieht sie als seinen Besitz an und fordert ihre Liebe. Sie verweigert sich und  bittet ihn, ihr Traumbild des Geliebten, Zerbin, in einen lebendigen Jüngling zu verwandeln. Er versetzt sie in einen Dauerschlaf und als Zerbin in ihrem Palast auftaucht und vergeblich versucht, sie wachzuküssen, verwirrt er ihn durch Lilas Ähnlichkeit mit der Fee Salmacine. Diese versucht, ihn für sich sexuell zu gewinnen und von Lila zu trennen. Wie die Haupthandlung zeigt (2. Gesang), gelingt dies nicht.

### Erster Gesang
Drei der fünf Gesänge handeln von den Aventüren des edlen Ritters Idrin. Zu Beginn der Handlung jagt er auf der Suche nach seinem Traumbild einer schönen Frau mit seinem sprechenden Pferd Raspinette durch die Lande, bis es nicht mehr laufen kann und ihn um eine Rast in einem Myrthenwald bittet. Er nutzt die Pause zu einem Bad in einem Wasserbecken und wird dabei von einer Nymphe beobachtet, die sich in seinen schönen Körper verliebt, ihn stürmisch umarmt und ihn verführen will: „Komm, teil Unsterblichkeit und Götterglück mit mir! Empfang und gib das Glück, geliebt zu werden! […] Flieh, wenn du willst, zum schwarzen Höllenbach, Ich folge dir ins Reich der Schatten nach.“ (I, 34). Er wehrt sich jedoch gegen die sexuelle Vereinigung und versucht, sich der Nixe zu entziehen, denn seine Gedanken sind besetzt von seiner Idealfrau Zenide (I, 77).
Seine Bedrängnis wird aufgelöst durch den Auftritt eines Helden im Tigerfell mit Namen Itiphall, vor dem die Nymphe erschrickt und den sie vergeblich versucht, in einen Uhu zu verwandeln. Darauf flieht sie und verschwindet in den Wogen. Itiphall ist die Kontrastfigur zu Idris. Er verspottet den keuschen Ritter, weil er nicht seine Chance bei der Nixe genutzt hat, und rühmt sich als Lebemann und Frauenheld, dem kein weibliches Wesen widerstehen könne. Seiner Meinung nach schätzen alle Frauen die männliche Begierde und sind trotz anfänglich gespielter Gegenwehr bereit, sich verführen zu lassen. Idris fühlt sich durch den Spott beleidigt und es kommt zum Kampf zwischen den beiden Recken. Da sie gleich stark sind, beenden sie das Gefecht und Itiphall zaubert ein von Sphärenmusik begleitetes Festmahl herbei. Beim Gelage sprechen sich die beiden aus. Idris erklärt seine Zurückhaltung bei der Nymphe mit seiner Liebe zu einer Frau, die allerdings ohne Herz und Gefühl sei. Itiphall kann dies nicht glauben und malt seine Abenteuer und Wonnen mit vielen Frauen aus. Sein Ziel hat er jedoch noch nicht erreicht. Nach seinen Informationen lasse der Blick einer schönen Königin ihre Liebhaber zu Marmor erstarren. Aber er will das Wagnis eingehen, sie ungestraft zu küssen, um ihre Gefühle zu wecken und den Preis dafür, den Feenthron, zu erringen. Der Name der Frau sei Zenide. Als Idris den Namen hört, will er seinem Rivalen zuvorkommen und bricht sogleich mit Raspinette auf, die Geliebte zu suchen und zur Liebe zu erwecken.

### Zweiter Gesang
Lila lebt mit ihrem Mann Zerbin und ihrem Kind im idyllischen Frieden und in liebevoller Eintracht auf einer Insel. Ein lüsterner Centaur plant die junge Frau zu entführen und in seinen Harem zu schleppen. Der Unhold lockt durch Luftspiegelungen und Geräusche ihren Sohn Zerbinet aus dem von einem Talisman, Aladins Wunderlampe, behüteten sicheren Insel-Bereich heraus. Dieser folgt dem Gesang eines Kolibris und lässt sich von Sylphen ans andere Ufer des Sees bringen. Lila sucht ihren Sohn und gerät in die Gewalt des Centauren. In diesem Augenblick taucht Idris auf und kann sich als Held bewähren, indem er Lila mit seinem Diamantschwert vor dem Entführer rettet und diesen vertreibt. Zerbin kommt hinzu, glücklich über die Rückkehr Lilas, und erzählt Idris, die Rettung seiner Frau durch einen Ritter sei ihnen prophezeit worden.
Anschließend führt Zerbin den Ritter zum Schloss, um die im Harem gefangenen Königinnen und Prinzessinnen zu befreien. Die Centauren und ihre Frauen feiern gerade ein üppiges Fest. Idris versteinert sie mit seinem Diamantschwert und befreit die Gefangenen, u. a. die Prinzessin Dejanire, die Tochter des Sultans von Kathay, die sich den Werbungen des Königs der Zentauren verweigert hat. Sie erzählt ihm ihre Geschichte: Ein Sturm beendete die Seefahrt mit ihrem Bräutigam, dem Prinzen von Kaschemire, und sie strandeten im Centaurenland. Beide kamen getrennt als Gefangene ins Schloss. Der Prinz wurde von Centaurinnen umgarnt, ging auf deren Verführung ein und wurde dadurch zu einem der ihren umgewandelt. Dejanire dagegen widerstand und behielt ihre Gestalt. Jetzt verdrängt sie die Untreue ihres Mannes und steht weiterhin zu ihrer Liebe. Idris erweckt den Versteinerten mit seinem Schwert wieder zum Leben, doch er bleibt ein Mischwesen. In der Hoffnung, dass er von einem Zauberer im Atlas-Gebirge in einen Menschen zurückverwandelt wird, steigt Dejanire auf den Rücken ihres Zentauren-Verlobten und sie reiten los.
Idris und Zerbin verlassen das Schloss mit den versteinerten Centauren und kehren zu „Pfleg und Ruh“ auf die Insel zurück. Beim Festmahl zwischen Rosenbüschen schließen die drei Freundschaft und Idris träumt davon, Zenide mit seiner Liebe zu erweichen. Da ertönt ein himmlischer Chor und singt von Zenide und Idris.

### Dritter Gesang
Zerbin erzählt seine Lebens- und Liebesgeschichte und thematisiert den Gegensatz zwischen rein körperlicher und seelischer Liebe, unbeständiger und treuer Beziehung: Er wächst als einziger Mensch im Kaukasus in König Kormorans Gnomenreich auf und ist bei allen beliebt. Aber er will seine Herkunft herausfinden und verlässt das Gnomenvolk. Ein Bär zeigt ihm das Bildnis eines lieblichen Mädchens, das er von da an in seiner Brust bewahrt. Mit Hilfe eines Talismans aus dem Gnomenschatz verwandelt er sich abwechselnd in verschiedene Vögel und fliegt durch die Welt, um das Seelenbild zu finden. In einem Garten hört er die Stimme der Geliebten und gibt ihr nach seinem Bildnis die Gestalt des Mädchens. Es ist Lila. Als sie von einer Dienerin in den Palast geholt wird, folgt ihr Zerbin als Papagei in ihr Zimmer und wird von ihr liebkost. Hier tritt wieder, wie zuvor im Garten, der weißbärtige Zauberer Astramond auf. Sie bittet ihn, ihr Traumbild des Geliebten in eine lebendige Jünglingsgestalt zu verwandeln. Er verweigert dies mit der Begründung, es sei nur „ein eitles Traumgesicht“, ein „Phantom“, und fordert von ihr als Belohnung für seine Erziehung ihre Zuwendung: „sei es nun aus Neigung oder Pflicht“. Er allein habe ein Recht, sie zu besitzen. Im Donner seiner Worte verschwindet sie.
Zerbin verlässt das Zimmer als kleine Eule und sucht Lila im nächtlichen Garten. Er folgt ihrer Stimme zu einem See, taucht als Delphin in das Wasser und schwimmt durch Höhlengänge. Er verliert seinen Talisman, erwacht als Mensch und erforscht einen unterirdischen labyrinthischen Palast. Dabei entdeckt er in einem prächtigen Raum die schlafende Lila, betrachtet sie lange und küsst sie, aber sie ist von Astramond verzaubert und wacht nicht auf. Neben ihrem Lager steht ein schwarzer Marmorhahn mit der Inschrift, wer das Mädchen vom Zauber befreien wolle, solle sich auf das Tier schwingen. Zerbin folgt trotz Bedenken, es könnte sich um eine Falle handeln, der Aufforderung, wird durch die Luft davongetragen und in einen Brunnen geworfen.
Er findet sich in einem märchenhaften Palast wieder und wird von Nymphen umschwirrt, gebadet, neu eingekleidet und gastlich bewirtet. Die Fee Salmacine, im Aussehen seiner Lila ähnlich, umarmt ihn und versucht ihn zu verführen. Als er bemerkt, dass es nicht die Geliebte ist, versucht er sich zu befreien. Sie reagiert auf seinen Widerstand zornig, droht mit seinem Tod und sperrt ihn viele Tage in ein Gefängnis. Nach seiner Freilassung reden Nymphen auf ihn ein, Lilas Phantasiebild bleibe ihm erhalten, auch wenn Salmacine die „Nießung“ über ihn als ihr Eigentum habe. Sie lege keinen Wert auf Tugenden wie Treue und Beständigkeit. Doch Zerbin widersteht den Verlockungen und die Fee verwandelt ihn zu einem Drachen und verbannt ihn aus ihrem Reich mit der Prophezeiung, erst ein Mädchen, das ihn in seiner Drachengestalt küsse, könne ihn erlösen. Ein Gewitter verdunkelt plötzlich den Himmel. Als es wieder hell wird, ist er in einem öden Tal.
Hier unterbricht Zerbin seine Erzählung und will sie nach einer Ruhepause wieder fortsetzen. Wieland hat diesen Plan jedoch nicht ausgeführt und überlässt die Befreiung Zerbins von der Drachengestalt der Phantasie des Lesepublikums.

### Vierter Gesang
Die Handlung wechselt zu Itiphall. Auf seiner Suche nach Zenide kommt er an einen ovalen Platz. An Bäumen hängen Vogelkäfige mit gefangenen Königsöhnen. Er wandert weiter zu einer Seenlandschaft. Es ist das Reich der Nymphen-Prinzessin Rahimu. Itiphall überrascht Rahimu, die er für Zenide hält, beim Bad und verführt sie mit seinen forschen Methoden. Sie verliebt sich in ihn und hält ihn für den ihr vom Zauberer Astramond verheißenen Prinzen von Trebisont, durch den sie bestimmt sei, der Feen Königin zu werden. Itiphall stimmt ihr schlau zu. Sie fordert von ihm die ungeteilte Liebe, auch wenn sie ihm sexuelle Abenteuer zugesteht, sein Herz aber müsse immer ihr gehören und wenn er sie verlasse, müsse er sterben (IV, 64). Zur Probe schickt sie ihn zu Zenide, um sie zu besiegen und dann zu ihr zurückzukehren. Itiphall entdeckt jetzt erst seinen Irrtum. Mit seinem Talisman, einem Stückchen Feengold, kann er ein Festmahl herbeizaubern und sich in andere Gestalten verwandeln. Diese magischen Kräfte und der Ring des Königs Kormoran an seinem Finger, bestätigen ihre Zuversicht, dass sie siegen werden.
Auch diese Handlung wird nicht fortgesetzt.

### Fünfter Gesang
Der fünfte schließt an den zweiten Gesang an. Idris verlässt Zerbin und Lila und durchstreift wieder auf der Suche nach Zenide das Feenreich. Er kommt durch öde Drachenlandschaften, verirrt sich in Labyrinthen und begegnet Ungeheuern, Amphisbaenen und anderen Fabelwesen. Zum zweiten Mal begegnet er der schönen Nymphe. Diesmal flüchtet sie vor einem lüsternen Faun in seine Arme (V, 13). Wieder kann er sich von ihr lösen, indem er Zenides Namen ruft.
Er flieht und findet in einem Dom, wie prophezeit, die Marmorstatue in Zenides Gestalt. Idris sieht sich am Ziel und will das Bild mit seiner Liebe beleben und dies scheint zu gelingen. Aber er wird Opfer einer Täuschung. Die Salamandrin, ein Salamander-Naturgeist, Amöne hat sich in ihn verliebt, ist in das Steinbild geschlüpft und spielt ihm nun vor, sie durch seine Umarmungen und Küsse zum Leben zu erwecken. Als er, durch seinen vermeintlichen Erfolg beglückt, „Zenide“ ruft,  bemerkt sie, dass er sie für sein Seelen-Urbild und damit für ihre Nebenbuhlerin hält, und ist enttäuscht, denn sie möchte um ihrer selbst willen geliebt werden. Sie setzt den Dom in Brand und entführt den Ritter in ihren Palast.
Dort folgen Fest auf Fest und sie versucht ihn mit verschiedenen Strategien für sich zu gewinnen, u. a. durch freundschaftliche Gespräche. Dabei erzählt ihr Idris von seiner Leidenschaft für Zenide und sie versucht, „den süßen Irrtum [ihm] auf ewig zu benehmen“ (V, 61), indem sie ihm Zenides Geschichte erzählt: Zenide ist die Tochter des Zauberers Astramond und einer lieblichen jungen Sylphide, die der Zauberer einer Fee vorgezogen hat. Diese rächt sich durch einen Fluch: Zenide könne nie lieben und werde ihre Liebhaber in Stein verwandeln. Amöne schließt ihren Bericht mit der Erinnerung an Idris Erfahrung, sein Traumbild nicht belebt zu haben. Allerdings glaubt er an sein Orakel, sein Kuss könne den Zauber auflösen. Amöne erwidert: „Wir glauben auch im Traum […] zu wachen, Und selbst indem man wirklich fühlt, Wird unvermerkt uns oft ein Streich gespielt.“ (V, 75).
Bevor er Amönes Reizen zu erliegen droht, flieht er mit Hilfe des Salamanders Phlox, des alten Günstlings Amöbes, der seinen Rivalen loswerden will, zum Domplatz, aber Zenides Standbild ist verschwunden. Er fühlt sich jetzt auch von ihr verraten und will ihr seinen Dienst aufkündigen: „Dies ist die Frucht von ihrer falschen Güte? Und ich verzehr um sie der Jugend beste Blüte?“ (V, 93). Plötzlich sieht er die Statue. Er berührt die Gestalt und nach langem Bemühen bewegt sie sich unter seinem Kuss. Aber er wird wieder Opfer seiner Täuschung. Dieses Mal ist es die Nymphe, die er zweimal zurückgewiesen hat. Sie ist ihm gefolgt, besetzt den Stein und spielt ihm mit ihrem Leib die vermeintliche Belebung vor. Der Erzähler kommentiert diese Szene (V, 115, 116):
 „Wenn das ein Fehler heißt, so müssen wir gestehn

Dass es ein schöner Fehler ist.

Herr Idris, fest beglaubt, Zeniden selbst zu sehen,

Die in Empfindungen an seiner Brust zerfließt,

Find nichts zu viel. Sie kann, wie feurig sie auch küsst,

Doch nie zu weit in einer Tugend gehen,

Der (wie ihn deucht, so lang der Taumel währt)

Vor allen übrigen der erste Platz gehört.

[…]

„Zenide – ruft er aus, und sinkt zu ihren Füßen,

Weil Mund und Augen sich entseelt vor Wollust schließen.“

## Form

### Rokoko-Romantik
Für Sengle ist Idris und Zenide, gerade wegen des fragmentarischen Charakters, eine „der kühnsten und seltsamsten Dichtungen, die bezeichnendste Nahtstelle zwischen Rokoko und Romantik“. Die Rokokowelt der Feenmärchen werde erneuert, ihre Konturen würden jedoch in Bewegung geraten: Die ganze Welt ist bizarr. Wieland habe „die Quintessenz aller Abenteuer der Amadise und Feenmärchen“ schaffen wollen, und, nach seinen eigenen Worten, „unter dieser frivolen Außenseite Metaphysik, Moral, Entwicklung der geheimsten Federn des menschlichen Herzens, Kritik, Satyre, Charaktere, Gemälde, Leidenschaften, Reflexionen, Sentiments […] mit Zaubereyen, Geister-Historien, Zweykämpfen, Centauren, Hydern, Gorgonen und Amphibäuen, so schön abgewetzt und durcheinander geworfen, und alle  in einem so mannigfaltigen Styl, so leicht gemalt, so leicht verifiziert, so tändelhaft gereimt, und das in ottave rime.“
Beißner findet die Zuordnung Wielands zum Rokoko-Protagonisten „problematisch“. Sie widerspreche zumindest dem Selbstverständnis des Dichters, der seinen eigenen „Ursprung von dem sokratischen Genius“ und der „sokratischen Ironie als Merkmal seines eigentümlichen Stils“ ableiten möchte und nicht von der Anakreontik. Seine Schilderungen ständen mit „feiner Brechung“ im „ironischen Abstand“: „[E]r geht nirgends auf in dem rosenfarbenen Scheinwesen der Rokoko-Reminiszenzen, er macht sich und seinen Lesern immer einen Spaß damit“, auch wenn er ins Ernsthafte wechsele oder mit Zeitbezug eine Göttin als „grande dame“ des 18. Jhs. auftreten lasse. „Das Phantastische ins Wirkliche zu mischen, da steckt immer eine schalkhaft ironische Absicht dahinter.“

### Stanzenform
In seiner Vorrede erklärt der Autor seinen ersten Versuch mit „einer Art von Stanzen“, die den „Ottave rime“ der Italiener ähnlich sind.
Die italienische Stanze (Oktave, Ottave) hat das Reimschema ababab cc und das Metrum des Hendecasyllable mit dem letzten Akzent auf der vorletzten, der zehnten Silbe.
Die von Heinse und Goethe geschaffene Form der deutschen Stanze behält die Oktave und das Reimschema bei, verwendet aber das Metrum des jambischen Fünfhebers, wobei V1, V3, V5, V7 und V8 weiblich-unbetont, V2, V4, V6 männlich-betont schließen: w m w m w m w w.
Wieland wählt für seine Idris-Dichtung 1766/67 eine freiere Form im Reimschema: Jamben mit freier Silbenzahl (8-13 Silben), Reime der sechs ersten Zeilen nach Willkür im bunten Wechsel (meistens Paarreim, Kreuzreim, umarmender Reim), m und w abwechselnd und nach Belieben an erster und letzter Stelle.
Für wélchen Gótt, für wélchen G´öttersóhn, (a, m)

O Múse, stímmest dú, in Kálliópens Schléier (b, w)

Vermúmmt, die úngeléhr'ge Léier (b, w)

Zum Héldenlíed in kríegeríschen Tón? (a, m)

Versúch es nícht! Sie bléibt den Grázién getréuer (b, w)

Wenn dú Rináldo síngst, t´önt síe Endýmión; (a, m)

Sie wéigert sích, Kastílischén Guitárren (c, w)

Den Rúhm der Ámadís und Cíde náchzuschnárren. (c, w)

## Interpretation und Rezeption

### Unterhaltung und Erziehung
Die erste Interpretation schrieb der Autor selbst: In der Vorrede zu Idris und Zenide und in seinem Brief vom 30. Brachmonat (Juni) 1768 an den mit ihm befreundeten Erfurter Professor Riedel. Im Brief nennt Wieland sein Versepos „eine abentheurliche Composition von Scherz und Ernst, von heroischen und comischen Ingredienzien, von Natürlichem und Unnatürlichem, von Pathetischem und Lächerlichem, von Witz und Laune, ja sogar von Moral und Metaphysik, und doch bey allem dem weder weniger noch mehr als ein gereimtes Feenmährchen“ bzw. „eine Kette in einander geschlungener Feenmährchen“ in „fünf Gesängen, oder vielmehr, wenn es vollendet werden sollte, in zehen“.
Zugleich weist er aber auf den Wert der Märchen gegenüber Sachbüchern hin: Es gebe „Mährchen, in denen bey allem Ansehen von Ungereimtheit und Frivolität, ein gut Theil mehr gesunde Vernunft steckt, als in hundert sehr ernsthaften Folianten und Quartbänden, die […] mit einem eben so feyrlichen Titel, die Erwartung des leichtgläubigen Lesers ganze Alphabete durch betrügen.“ Diesen Gedanken fügt der Autor in seine Dichtung (I. Gesang, 6. Strophe) ein: „Ergetzen ist der Muse erste Pflicht, Doch spielend geben sie den besten Unterricht.“
Dieses Spielwerk, mit dem [er] seit etlichen Jahren [s]ich in verlornen Stunden amüsirt habe, gebe er „ungeachtet aller der moralischen, psychologischen, gynäkologischen, politischen und sogar theologischen Weisheit, die darinn verborgen liegt“, für nichts bessers, als es ist, „für eine Kleinigkeit, deren Verfasser deßwegen keinen Anspruch an einiges wirkliches Verdienst um die menschliche Gesellschaft zu machen hat; und eben darum hoffe [er] auch, sehr leicht Verzeihung zu erhalten, daß Idris ein Fragment ist.“

### Fragment
Nach Sengle hat Wieland seinen Plan bald aufgegeben, Idris‘ Entwicklung in Richtung auf das glückliche Paar Lila und Zerbin weiterzuführen, weil er keine Lehrdichtung und keinen Bildungsroman in Versform verfassen und das künstlerische Spiel einer nicht in sich geschlossenen Welt erhalten wollte. So beließ er es bei einer bewussten fragmentarischen Geistigkeit, einem „Rokokofragmentarismus“, der nicht mehr an eine systematische Erfassung der Welt als Ganzes glaubte.

### Phantasiewelt
Der Plan, also der Aufbau, ist nach Meinung des Autors „das wenigste bei einem Gedichte dieser Art“. Auch die Figuren und Ideen, fügt Sengle hinzu, sind nicht wichtig. Es sei im Grunde überflüssig, die Fabel des Idris zu erzählen. Der nicht literaturwissenschaftlich interessierte Leser wisse sie am Ende selbst nicht genau, und das sei vom Autor beabsichtigt. Wieland komme es lediglich auf seine Erfindungen, die Situationen und die Schönheiten der Ausführung an. Der Leser solle „von der Kompliziertheit, von dem Ineinanderspielen der Klänge, Motive, Situationen, Personen, Ideen verwirrt, berauscht und entzückt werden, wie der Dichter es war, als er aus dem grauen Alltag der Biberbacher Kanzlei […] in diese phantastisch-ironische, zwielichtige Traumdichtung floh.“
Wielands Erzähler distanziere sich mit gesteigerter Ironie von den Gegenständen, die mit „zarten, duftigen und traumhaften Elemente“ geschildert werden.

### Rezeption
Das Interesse des Lesepublikums und der Rezipienten an Wieland wechselte im Laufe der Zeit. Im 19. Jh. war der Weimarer Klassiker mit beachtlicher geschichtlicher Bedeutung nur noch „ein sehr berühmter Name, aber kein lebendiger Schriftsteller mehr“.
In seiner Zeit wurde Wieland dagegen viel gelesen und er hatte seine größte Bedeutung und Popularität schon zu Lebzeiten. Das sieht man auch an französischen, italienischen, englischen und osteuropäischen Übersetzungen. Türkische und japanische Ausgaben kamen später dazu.
Wielands frühe Werke, u. a. die Versepen, erschienen aus Zensurgründen wegen der sexuell-erotischen Motive anonym, doch schnell wurde bekannt, wer sie verfasst hatte, und der Autor wurde kritisiert und sogar angefeindet, v. a. vom Göttinger Hainbund und den Romantikern:
Mit ihrer Verehrung Friedrich Gottlieb Klopstocks grenzten sich die Göttinger gleichzeitig gegen Wieland und dessen frivole Themen und seinen ironischen Stil ab. Am 2. Juli 1773, Klopstocks Geburtstag, verbrannten Mitglieder des Hains ein Bild Wielands als „executio in effigie“  und sein Versepos Idris wegen Sittenwidrigkeit. Ein Jahr später, zum 50. Geburtstag Klopstocks wiederholte sich das Ereignis.
Aber Wieland hatte in seiner Zeit mehr Bewunderer als Feinde, v. a. bei den Weimaranern. Beißner untersucht in seinem Nachwort den Einfluss Wielands auf den jungen Goethe. Im 7. Buch von Dichtung und Wahrheit beschreibt dieser die „Summe von Wielands Künstlertum“: „Ganz ohne Frage besaß Wieland unter allen das schönste Naturell. Er hatte sich früh in jenen ideellen Regionen ausgebildet, wo die Jugend so gern verweilt; da ihm diese […] verleidet wurden, so warf er sich auf die Seite des Wirklichen, und gefiel sich und andern im Widerstreit beider Welten, wo sich zwischen Scherz und Ernst, im leichten Gefecht, sein Talent am allerschönsten zeigte.“

## Adaptionen

### Oper
- Idris und Zenide. Oper von Franz Xaver Süßmayr (1795)

### Illustration
Zwei Tafeln zu Idris und Zenide (Gleimhaus Museum der deutschen Aufklärung): Die beiden Chodowiecki-Illustrationen (1789) sind als Klapptafel in das Buch eingebunden und zeigen die Rettung Lilas vor dem Kentauren (2. Gesang) und Itifalls Begegnung mit der badenden Rahimu (4. Gesang).

## Ausgaben
- Anonym (Vorwort mit W. unterzeichnet): Idris. Ein heroisch-comisches Gedicht; Fünf Gesänge. Weidmann & Reich, Leipzig 1768.[18]
- Christoph Martin Wieland: Ausgewählte Werke in drei Bänden. Bd. 1: Epen und Versepen. Herausgegeben von Friedrich Beißner. Winkler-Verlag, München 1964.
- Christoph Martin Wieland: Idris. Ein Heroisch-comisches Gedicht. Herausgegeben von Peter-Henning Haischer und Hans-Peter Nowitzki. Reihe: Wieland. Studienausgabe in Einzelbänden. Wallstein, Göttingen 2024.
- Wielands Werke. Oßmannstedter Ausgabe. Historisch-kritische Ausgabe, Bd. 8.1: April 1766 – Dezember 1769: Geschichte des Agathon. Endymions Traum. Musarion, oder die Philosophie der Grazien. Idris. Nadine. Chloe. Vorberichte und Zusätze. Bearbeitet von Klaus Manger. De Gruyter, Berlin und New York 2008.